# موسم حج عام 1438هـ 2017م
موسم حج عام 1438هـ 2017م يبدأ موسم حج عام 1438هـ 2017م من 1 شوال الموافق 25 يونيو 2017م

## التحضير لموسم الحج
بدأ التحضير لموسم حج 1438هـ 2017م مبكرا من خلال لقاءات للمسؤولين في وزارة الحج والعمرة مع رؤساء بعثات الحجاج لمختلف الدول والأقطار وكذلك مع بعض السفراء للدول المختلفة

## عدد الحجاج
بلغ إجمالي عدد الحجاج لهذا العام ( 2,352,122) حاجاً، منهم ( 1,752,014 ) حاجاً من خارج المملكة، فيما بلغ إجمالي حجاج الداخل ( 600.108 ) حجاج، فيما بلغ إجمالي الحجاج الذكور من الإجمالي العام لحجاج الداخل والخارج ( 1.334.080 ) حاجاً، في حين بلغ إجمالي الحجاج الإناث من الإجمالي العام لحجاج الداخل والخارج ( 1.018.042 ) حاجة. 

### من داخل السعودية
المواطنين السعوديين 209415 ألف حاج 

المقيمين داخل السعودية 390693 ألف حاج  

### من خارج السعودية
بلغ عدد القادمين للحج من خارج السعودية لموسم 1438هـ 1.752.014 حاجا 
| الدولة    | عدد الحجاج | الدولة                   | عدد الحجاج        | الدولة           | عدد الحجاج       |
| --------- | ---------- | ------------------------ | ----------------- | ---------------- | ---------------- |
| إندونيسيا | 220 ألف    | مصر                      | 78 ألف و 138 حاج  | باكستان          | 179 ألف          |
| تركيا     | 80 ألف     | إيران                    | 86 ألفا و 500 حاج | الهند            | 170 ألف          |
| السودان   | 32 ألف     | العراق                   | 40 الفا و890 حاجا | بنغلاديش         | 127 ألف          |
| المغرب    | 32 ألف     | تونس                     | 10.374 حاج        | روسيا            | 23500 حاج        |
| الجزائر   | 36 ألف     | اليمن                    | 24500 حاجاً        | إرتريا           | 400 حاج          |
| الكويت    | 8 آلاف     | الإمارات العربية المتحدة | 6228 حاجاً         | طاجيكستان        | 6400 حاج         |
| البحرين   | 4625 حاج   | قطر                      | 1564 حاج          | المملكة المتحدة  | 25 ألف و 500 حاج |
| عُمان      | 14 ألف     | الأردن                   | 7 ألاف            | الولايات المتحدة | 17 ألف           |
| سوريا     | 15 ألف     | الصومال                  | 9 آلاف            | فرنسا            | 10 آلاف          |
| ليبيا     | 7 آلاف     | جيبوتي                   | 1100 حاج          | سنغافورة         | 800 حاج          |
| موريتانيا | 3200 حاج   | جزر القمر                | 1200 حاجا         |                  |                  |
| فلسطين    | 7600 حاج   | لبنان                    | 7 آلاف            |                  |                  |

## شخصيات شاركت في الحج
| الجنسية   | الاسم        | المنصب            |
| --------- | ------------ | ----------------- |
| جزر القمر | عثمان غزالي  | رئيس الجمهورية    |
| غامبيا    | آداما بارو   | رئيس الجمهورية    |
| السودان   | عمر البشير   | رئيس الجمهورية    |
| مصر       | شريف إسماعيل | رئيس مجلس الوزراء |

## روابط خارجية
- البوابة الالكترونية الموحدة للحجاج من خارج السعودية
- الاشتراطات الصحية للحجاج